# آلفرد یوری
آلفرد یوری (انگلیسی: Alfred Uhry؛ زادهٔ ۳ دسامبر ۱۹۳۶) یک فیلم‌نامه‌نویس اهل ایالات متحده آمریکا است.
وی همچنین برنده جوایزی همچون جایزه اسکار بهترین فیلم‌نامه اقتباسی، جایزه پولیتزر و جایزه تونی شده است.